# Margaret Hendrie
Margaret Hendrie (1924-1990) was een Nauruaanse schrijfster. Ze was de auteur van de Nauruaanse tekst van het nationaal volkslied, Nauru Bwiema, dat officieel in 1968 werd aangenomen.
In de aanloop naar de onafhankelijkheid van het land in 1968 werd Hendries tekst op muziek gezet door de Australische muzikant Lawrence Henry Hicks.